# Großinzemoos
Großinzemoos ist ein Ortsteil der Gemeinde Röhrmoos im oberbayerischen Landkreis Dachau.

## Lage
Das Pfarrdorf liegt nordwestlich des Kernortes Röhrmoos an der Kreisstraße DAH 10. Die Kreisstraße DAH 3 mündet am südlichen Ortsrand in die DAH 10, westlich verläuft die Staatsstraße 2050.

## Gemeinde
Großinzemoos war eine selbstständige Gemeinde (ohne weitere Ortsteile) im Landkreis Dachau und hatte 375 Einwohner (Volkszählung 1961). Es schloss sich zu Beginn der Gebietsreform in Bayern am 1. Januar 1972 der Gemeinde Röhrmoos an.

## Sehenswürdigkeiten
In der Liste der Baudenkmäler in Röhrmoos sind für Großinzemoos zwei Baudenkmäler aufgeführt:
- Die katholische Pfarrkirche St. Georg ist ein Saalbau mit eingezogenem Rechteckchor im Erdgeschoss des Turmes. Der Chorturm ist spätromanisch, er wurde im Jahr 1949 erhöht. Das Langhaus stammt aus dem Jahr 1859.
- Das ehemalige Gasthaus (Indersdorfer Straße 51 a), ein zweigeschossiger Bau aus dem 18. Jahrhundert, der später verändert wurde, hat rustizierte Ecken und trägt ein Schopfwalmdach.

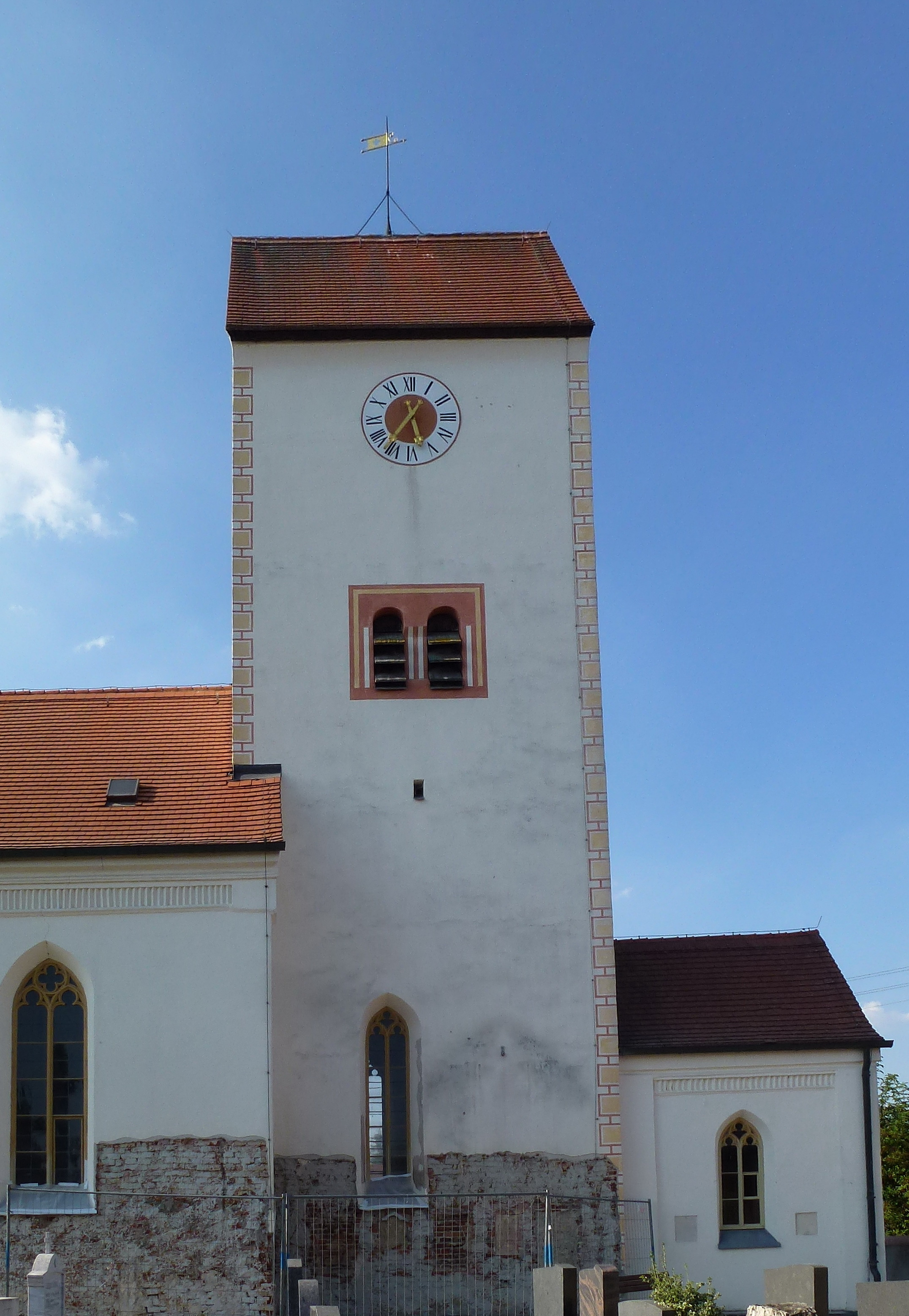
Pfarrkirche St. Georg
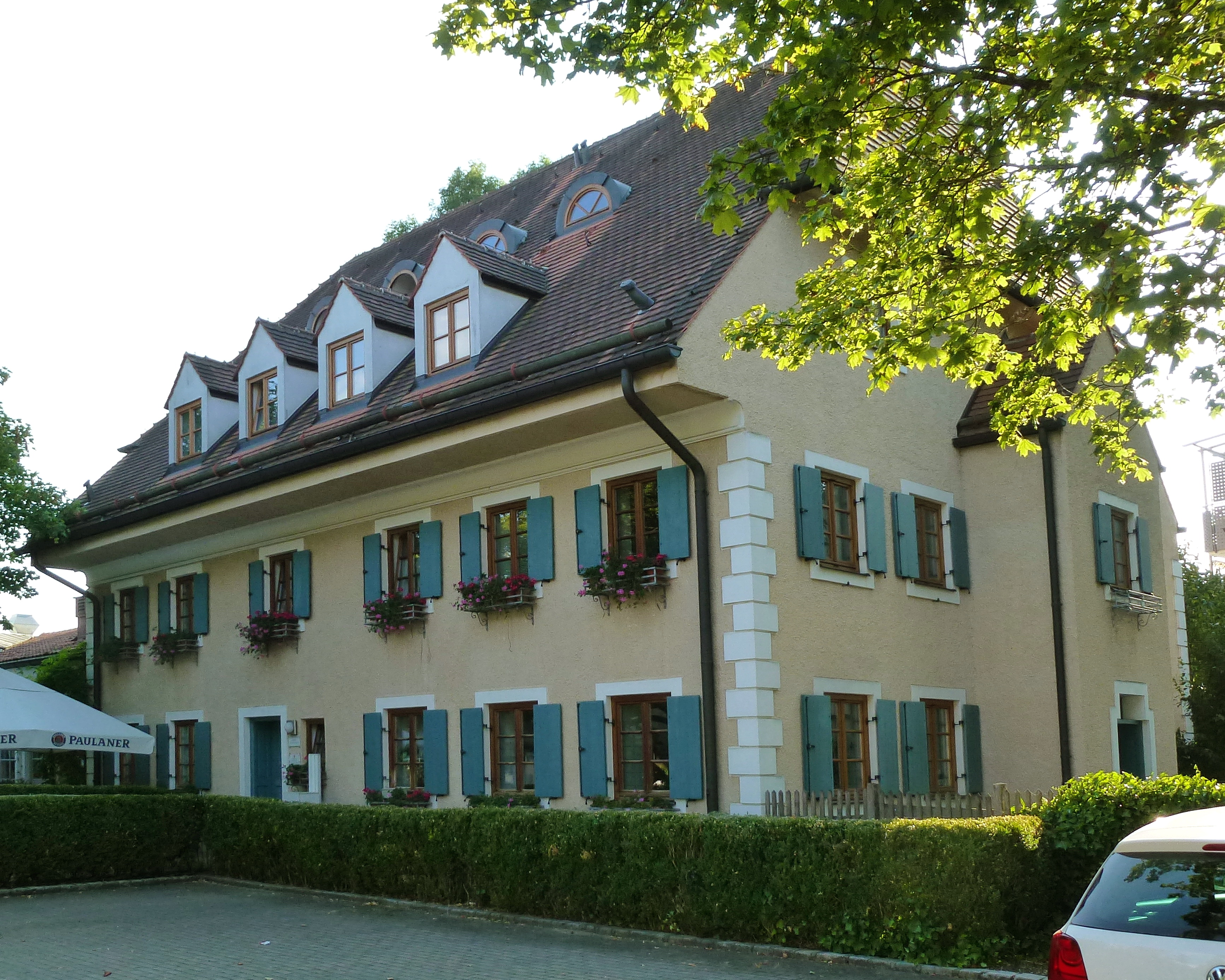
Ehemaliges Gasthaus

## Söhne und Töchter
- Anni Biechl (* 1940), ehemalige Leichtathletin, gewann bei den Olympischen Spielen 1960 in Rom die Silbermedaille in der 4-mal-100-Meter-Staffel (44,8 s, zusammen mit Martha Langbein, Brunhilde Hendrix und Jutta Heine).

## Vereine
Der Verein Gesellschaft zum Schutz der Wölfe hat seinen Sitz in Großinzemoos.